# Linee filoviarie rumene
Elenco delle linee filoviarie rumene in servizio e dismesse. 
La prima colonna indica, nel caso di rete urbana, la città servita o, nel caso di linea interurbana, il percorso effettuato; le reti e le linee in servizio sono indicate in grassetto. La seconda colonna indica il gestore della rete; nella maggior parte dei casi viene indicato il gestore attuale, se sono conosciuti anche gestori precedenti, questi sono indicati in ordine cronologico. La terza e la quarta indicano rispettivamente l'anno di attivazione e l'anno di chiusura della rete. La quinta colonna rimanda alle note.
| Linea o rete                          | Gestori                                                    | Apertura | Chiusura | Note  |
| ------------------------------------- | ---------------------------------------------------------- | -------- | -------- | ----- |
| Baia Mare                             | Transport Local Urbis Baia Mare                            | 1996     | -        | -     |
| Brăila                                | SC Braicar SA                                              | 1989     | 1999     | -     |
| Brașov                                | Regia Autonomă de Transport Brașov (RATBv)                 | 1959     | -        | -     |
| Bucarest                              | Societatea de Transport București (STB)                    | 1949     | -        | -     |
| Cluj-Napoca                           | Compania de Transport Public Cluj-Napoca (CTP Cluj-Napoca) | 1959     | -        | -     |
| Constanța Constanța - Mamaia          | Regia Autonomă de Transport Constanța (RATC)               | 1959     | 2010     | -     |
| Galați                                | Transurb SA Galați                                         | 1989     | -        | [ 1 ] |
| Iași                                  | Compania de Transport Public Iași (CTP Iași)               | 1985     | 2006     | -     |
| Mediaș                                | Meditur Medias                                             | 1989     | -        | -     |
| Piatra Neamț Piatra Neamț - Savinesti | SC Troleibuzul                                             | 1995     | -        | [ 2 ] |
| Ploiești                              | Transport Călători Express Ploiești (TCE Ploiești)         | 1997     | -        | -     |
| Satu Mare                             | Transurban Satu Mare                                       | 1994     | 2005     | -     |
| Sibiu                                 | SC TurSib SA Sibiu                                         | 1983     | 2009     | [ 3 ] |
| Slatina                               | Loctrans Slatina                                           | 1996     | 2005     | -     |
| Suceava                               | TPL Suceava                                                | 1987     | 2006     | -     |
| Târgoviște                            | AITT Targoviste                                            | 1995     | 2005     | -     |
| Târgu Jiu Târgu Jiu - Barsesti        | Transloc SA Targu Jiu                                      | 1995     | -        | -     |
| Timișoara                             | Societatea de Transport Public Timișoara (RATT)            | 1942     | -        | [ 1 ] |
| Vaslui                                | Transurb Vaslui                                            | 1994     | -        | -     |